# Olšany (Praha)
Olšany jsou zaniklá ves na území dnešního Žižkova (Olšanská ulice, Olšanské náměstí, Olšanské hřbitovy), Vinohrad a Strašnic. Poprvé jsou zmiňovány k roku 1306.
Název vsi pochází od dřeva olše (Alnus Glutinosa). V českých zemích a okolních slovanských zemích (např. Polsko, Bělorusko) jde o poměrně časté pojmenování.

## Historie

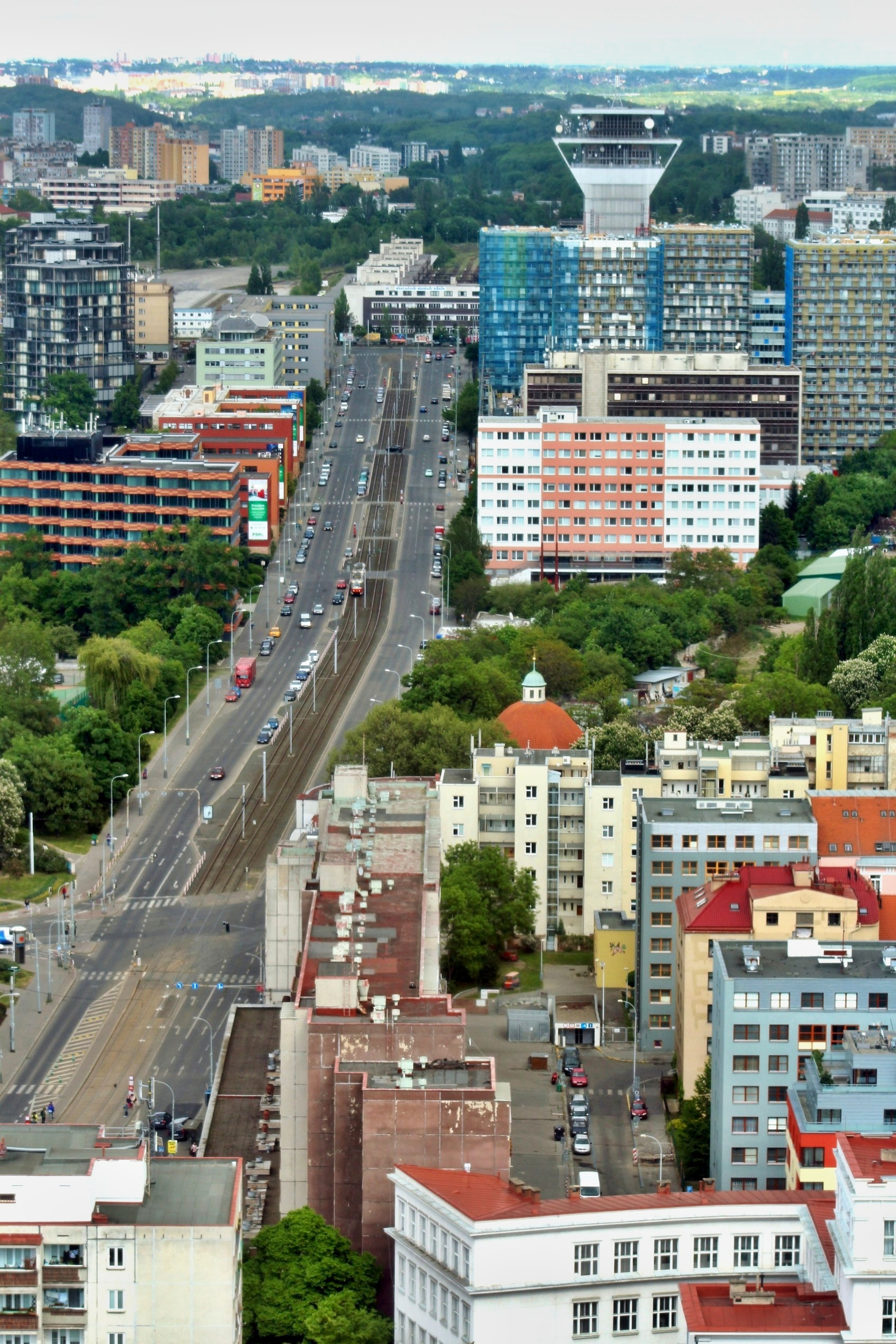
Olšanská ulice

Jeden z olšanských dvorů (s pozemky začínajícími u novoměstských hradeb) dostal se do majetku nově založeného (1355) kláštera sv. Ambrože na Novém Městě.
Druhý olšanský dvůr byl vlastněn v polovině 14. století staroměstským měšťanem Štěpánem Pušem a později patřil Mikulášovi z Olšan a od roku 1391 jeho synu Štěpánovi nazývanému také Počernický. Tehdy k tomuto dvoru patřily tři poddanské chalupy, pole, rybníky a vinice.
Na počátku husitských nepokojů tento „klášterní“ olšanský dvůr zabrali Pražané a v roce 1421 jej zapsali staroměstskému Janovi ze Žatce, Mezitím však byl roku 1422 byl (Henricův) poplužní dvůr vypálen a již roku 1428 přešel do rukou novoměstského Pavla Dětřicha (později purkmistra), avšak zdá se, že Jiří Poděbradský Pavlovi právo ke dvoru odňal a postoupil jej nejvyššímu mincmistrovi Zdeňku Kostkovi z Postupic.
Eliška z Olšan prodala koncem listopadu roku 1457 své zápisné věno na Olšanském majetku místopísaři desk zemských Janovi z Plané. Součástí tohoto prodeje byla i zdejší tvrz: „dědictví své věnné zástavní... v Olšanech, tvrz, dvuor poplužní s poplužím vysazenými v plat..“. Jan z Plané tento majetek koncem roku prodal Zdeňku Kostkovi z Postupic, který jej prodal roku 1495 staroměstskému měšťanu Jakubovi kotláři a po jeho smrti majetek získal jeho syn Pavel střelec. Na počátku 16. století se stal majitelem dvora Jakub střelec. Svého dědického práva na Olšanech ze začali roku 1539 domáhat Jan a Vilém z Hradešína a zemský soud jejich právo potvrdil (při následném prodeji roku 1544 se již tvrz nezmiňuje).
V roce 1544 pražské Staré a Nové Město vykoupila společně tento olšanský majetek za 2250 kop grošů českých a tyto peníze získávala zpět rozprodejem pozemků, přičemž jim ještě zůstal dvůr se 136 ha pozemků. Ten v letech 1557–1565 přešel do výhradního vlastnictví Starého Města. Tento „staroměstský“ dvůr olšanský byl během dvojího švédského obléhání za třicetileté války zničen a po roce 1662 byl připojen libeňskému dvoru, který tehdy koupilo Staré Město od Jana Hertvíka z Nostic.
Po vypuknutí moru v Praze v roce 1680 zřídila pražská města v Olšanech tři morové hřbitovy: staroměstský (s kostelem sv. Rocha z roku 1682), novoměstský (s barokním kostelem sv. Kříže postaveným v letech 1717–1719 po další morové epidemii v Praze) a židovský.
V roce 1781, kdy byl raabizován staroměstský olšanský dvůr, bylo v Olšanech 17 popisných čísel. V roce 1788 byla uměle vytvořena katastrální obec Viničné Hory, k níž byla připojena západní část Olšan, zatímco zbývající část byla začleněna do katastrálního území Strašnice.
Podél dnešní Olšanské ulice bylo dříve několik rybníků, přičemž v prostoru dnešní křižovatky na Olšanském náměstí - před kostelem sv. Rocha byl rybník zvaný Nesládkův. Všechny rybníky jsou dnes zavezeny. Stejně tak Olšanský potok, který tekl napříč Olšany byl zkanalizován pod zem a nenajdeme po něm ani památky.